# Xã Scio, Michigan
Xã Scio (tiếng Anh: Scio Township) là một xã thuộc quận Washtenaw, tiểu bang Michigan, Hoa Kỳ. Năm 2010, dân số của xã này là 20.081 người.